# Liste der Kulturdenkmäler in Brauerschwend
Die folgende Liste enthält die in der Denkmaltopographie ausgewiesenen Kulturdenkmäler auf dem Gebiet des Ortsteils Brauerschwend der Gemeinde Schwalmtal, Vogelsbergkreis, Hessen.
Hinweis: Die Reihenfolge der Denkmäler in dieser Liste orientiert sich an der Anschrift, alternativ ist sie auch nach der Bezeichnung, der vom Landesamt für Denkmalpflege vergebenen Nummer oder der Bauzeit sortierbar.
Kulturdenkmäler werden fortlaufend im Denkmalverzeichnis des Landes Hessen durch das Landesamt für Denkmalpflege Hessen auf Basis des Hessischen Denkmalschutzgesetzes (HDSchG) geführt. Die Schutzwürdigkeit eines Kulturdenkmals hängt nicht von der Eintragung in das Denkmalverzeichnis des Landes Hessen oder der Veröffentlichung in der Denkmaltopographie ab.

Die bisher bekannten Bau- und Kunstdenkmäler hat das Landesamt für Denkmalpflege Hessen in sogenannten Arbeitslisten erfasst. Den Arbeitslisten liegen Erkenntnisse aus Akten, Ortsbegehungen und Denkmalinventaren, jedoch keine neuere systematische Forschung, zugrunde. Die Benehmensherstellung mit der Gemeinde gemäß § 11 Abs. 1 HDSchG ist noch nicht erfolgt.
Das Vorhandensein oder Fehlen eines Objekts in dieser Liste ist keine rechtsverbindliche Auskunft darüber, ob es Kulturdenkmal ist oder nicht: Diese Liste entspricht möglicherweise nicht dem aktuellen Stand der offiziellen Denkmaltopographie. Diese ist für Hessen in den entsprechenden Bänden der Denkmaltopographie Bundesrepublik Deutschland und im Internet unter DenkXweb – Kulturdenkmäler in Hessen einsehbar. Auch diese Quellen sind, obwohl sie durch das Landesamt für Denkmalpflege Hessen aktualisiert werden, nicht immer aktuell, da es im Denkmalbestand immer wieder Änderungen gibt.
Eine verbindliche Auskunft erteilt allein das Landesamt für Denkmalpflege Hessen.
Nutze diese Kartenansicht, um Koordinaten in der Liste zu setzen. In dieser Kartenansicht sind Kulturdenkmale ohne Koordinaten mit einem roten bzw. orangen Marker dargestellt und können in der Karte gesetzt werden. Kulturdenkmale ohne Bild sind mit einem blauen bzw. roten Marker gekennzeichnet, Kulturdenkmale mit Bild mit einem grünen bzw. orangen Marker.
| Bild            | Bezeichnung                                                   | Lage                                                          | Beschreibung | Bauzeit | Objekt-Nr. |
| --------------- | ------------------------------------------------------------- | ------------------------------------------------------------- | ------------ | ------- | ---------- |
| Bild gesucht BW |                                                               | Am Berg 4 LageFlur: 1, Flurstück: 314/1                       |              |         | 813812 DDB |
| Bild gesucht BW |                                                               | Am Wasser 6 LageFlur: 1, Flurstück: 13/1                      |              |         | 813814 DDB |
| Bild gesucht BW |                                                               | Am Wasser 8 LageFlur: 1, Flurstück: 15                        |              |         | 813115 DDB |
| Borngasse 4     |                                                               | Borngasse 4 LageFlur: 1, Flurstück: 195/3                     |              |         | 938853 DDB |
| Borngasse 5     |                                                               | Borngasse 5 LageFlur: 1, Flurstück: 208/1                     |              |         | 938854 DDB |
| Bild gesucht BW |                                                               | Eulersgasse 6 LageFlur: 1, Flurstück: 111/1, 112/2            |              |         | 813811 DDB |
| Bild gesucht BW |                                                               | Eulersgasse 10 LageFlur: 1, Flurstück: 128/1                  |              |         | 814166 DDB |
| Bild gesucht BW |                                                               | Hainersweg 1 LageFlur: 1, Flurstück: 182/2                    |              |         | 813665 DDB |
| Bild gesucht BW |                                                               | Kirchstraße 1 LageFlur: 1, Flurstück: 140/1                   |              |         | 938857 DDB |
| weitere Bilder  | Evangelische Kirche, Gefallenendenkmal, Friedhofshalle, Mauer | Kirchstraße 16, Am Friedhof LageFlur: 1, Flurstück: 2/3, 32/3 |              |         | 813114 DDB |
| Bild gesucht BW | Backhaus                                                      | Lauterbacher Straße LageFlur: 1, Flurstück: 143               |              |         | 813112 DDB |
| Bild gesucht BW |                                                               | Lauterbacher Straße 1 LageFlur: 1, Flurstück: 200/3           |              |         | 813818 DDB |
| Bild gesucht BW |                                                               | Lauterbacher Straße 6 LageFlur: 1, Flurstück: 184             |              |         | 813113 DDB |
| Bild gesucht BW |                                                               | Lauterbacher Straße 16 LageFlur: 1, Flurstück: 148/2          |              |         | 814167 DDB |
| Bild gesucht BW |                                                               | Rainröder Straße 4 LageFlur: 1, Flurstück: 175/3              |              |         | 813810 DDB |
| Bild gesucht BW |                                                               | Ringstraße 2 LageFlur: 1, Flurstück: 159/3                    |              |         | 813813 DDB |